# Bardowiek

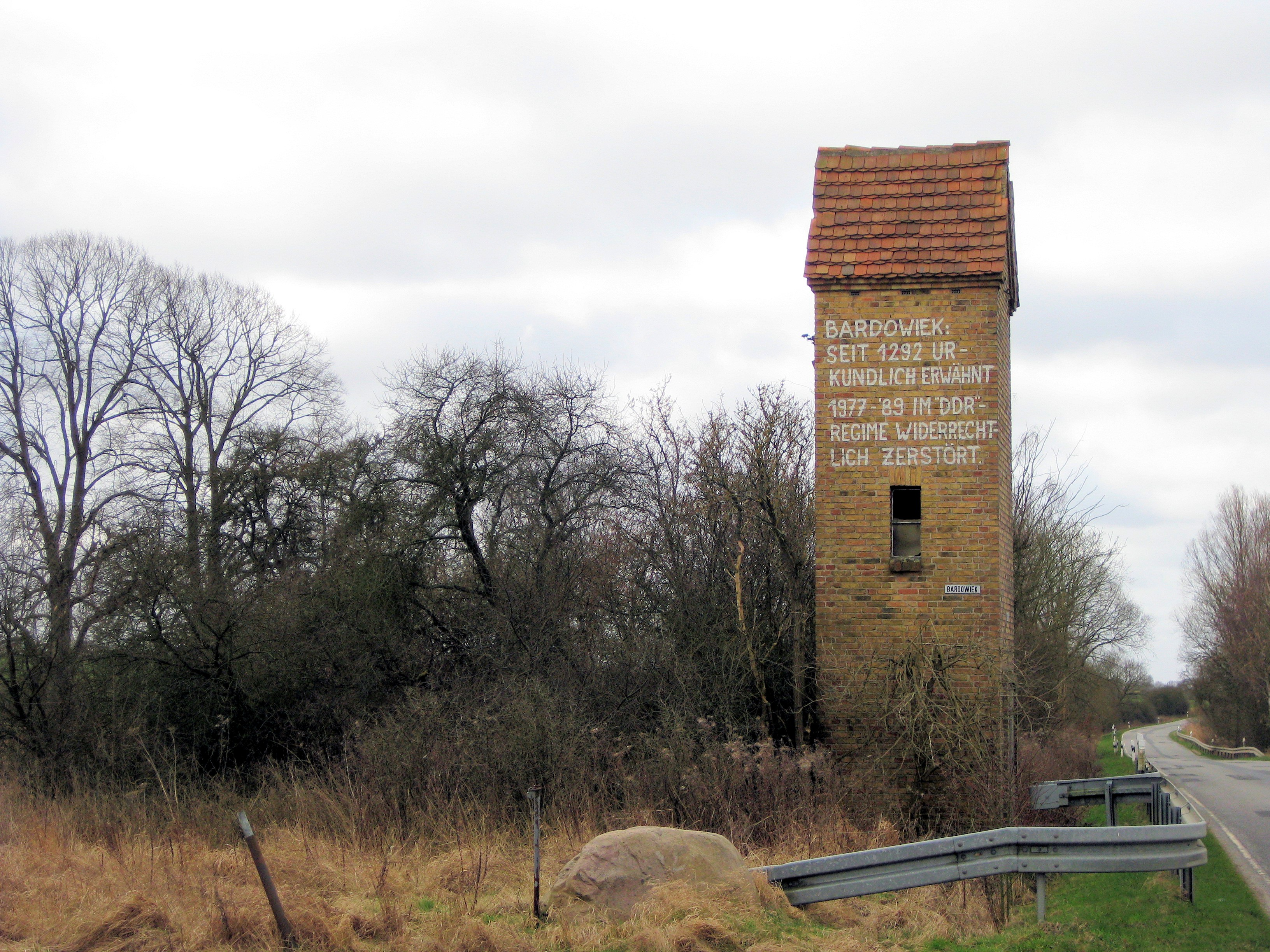
Trafohaus in Bardowiek

Bardowiek ist eine Wüstung an der ehemaligen innerdeutschen Grenze in Mecklenburg-Vorpommern. Sie liegt im Landkreis Nordwestmecklenburg etwa zwei Kilometer von Lübecks Stadtgrenze entfernt. Ein Transformatorenhaus ist das einzig erhaltene Bauwerk.

## Geschichte
1292 wurde der Ort erstmals im Ratzeburger Hufenregister mit neun Hufen genannt. Im Dreißigjährigen Krieg weitgehend zerstört, wurde der Ort 1648 wieder aufgebaut. 1817 wurden zwei Büdnereien errichtet. Bardowiek hatte etwa 40 Einwohner. 1960 wurden alle Höfe in der LPG Palingen kollektiviert. Das Dorf lag zu DDR-Zeiten innerhalb der fünf Kilometer breiten Grenz-Sperrzone und war daher von den Zwangsaussiedlungen an der innerdeutschen Grenze betroffen. 1977 wurden die ersten Höfe abgerissen und 1989 das letzte Gebäude. Nach der Wende wollten ehemalige Bewohner das Dorf wieder aufbauen. Es kam mit der Gemeinde Selmsdorf zu gerichtlichen Auseinandersetzungen über mehrere Instanzen, in denen die Aufbaubefürworter unterlagen.

## Aktuelles

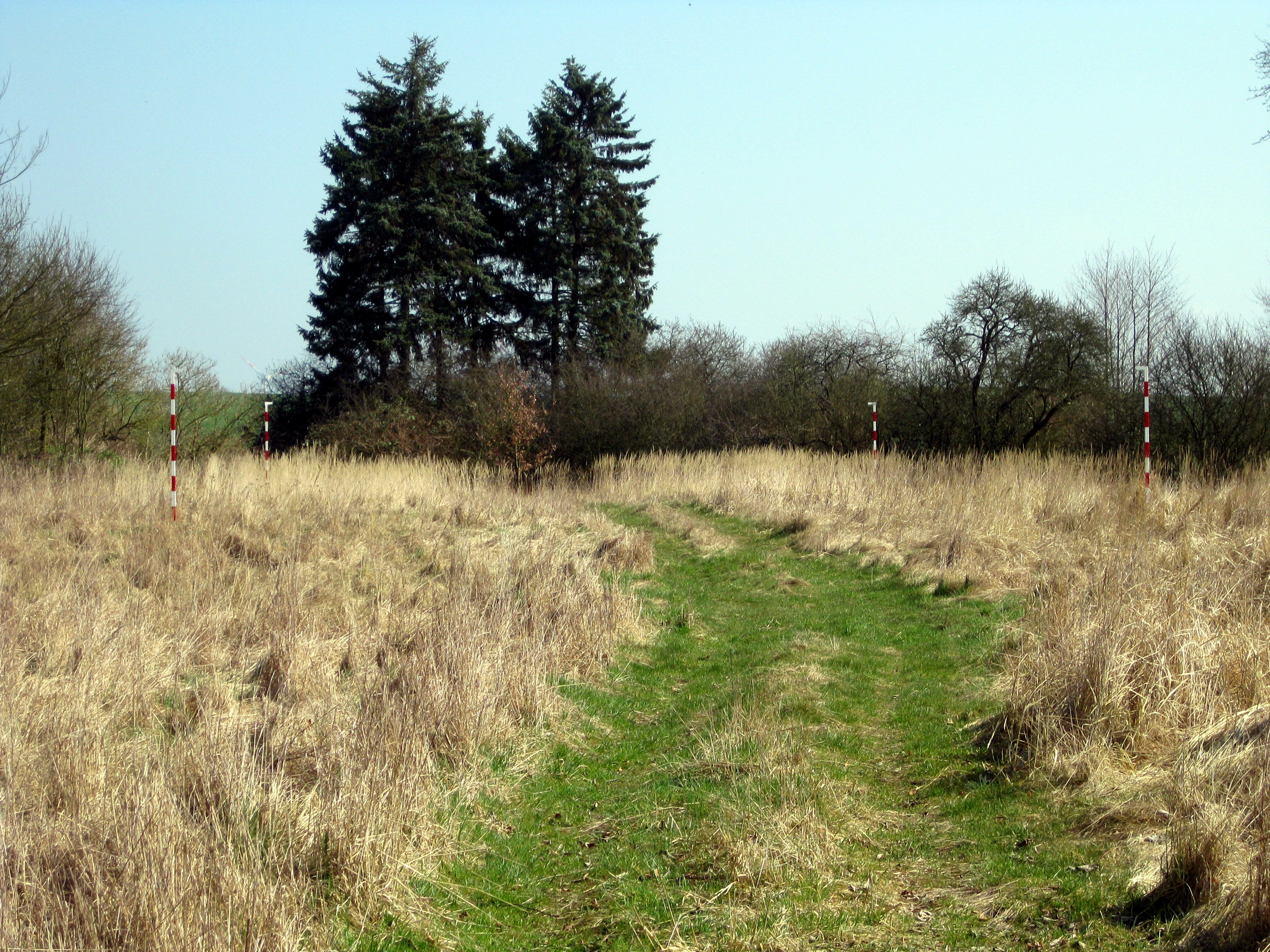
Lage des Kuhlmannschen Bauernhauses

Am 26. Mai 2007 weihte der Künstler Wanja Tolko seine Installation Grenzraum Bardowiek ein. Diese sollte für zwei Jahre aufgestellt bleiben. Die Installation umfasste den mit rot-weißen Markierungsstangen kenntlich gemachten Platz des ehemaligen Kuhlmannschen Hauses nebst Informationstafel.